# Jimmie Taylor
Jimmie Taylor Jr. (Eutaw, Alabama, 3 de septiembre de 1995) es un baloncestista estadounidense que pertenece a la plantilla del Anorthosis Ammochostou de la Liga de baloncesto de Chipre . Con 2,08 metros de estatura, juega en la posición de pívot.

## Trayectoria deportiva

### Universidad
Jugó cuatro temporadas en los Crimson Tide de la Universidad de Alabama, en las que promedió 4,7 puntos, 4,2 rebotes y 1,5 tapones por partido. Disputó 133 partidos de forma consecutiva con su universidad, lo que le sitúa en segunda posición histórica en ese apartado, completando 99 titularidades.

### Profesional
Tras no ser elegido en el Draft de la NBA de 2017, sí lo fue en el Draft de la NBA Development League, donde fue seleccionado en la octava posición de la segunda ronda por los Sioux Falls Skyforce, equipo con el que firmó contrato. El 20 de diciembre, en un partido ante Reno Bighorns, logró 11 tapones saliendo desde el banquillo, record de la liga hasta ese momento.
En septiembre de 2018, fichó por el Panionios BC griego.
El 15 de marzo de 2019, firma por el Spójnia Stargard de la Polska Liga Koszykówki, con el que jugaría 8 partidos. Al terminar la liga polaca, se marcha a los Meralco Bolts de la liga filipina.
En la temporada 2019-20, firma por el MKS Start Lublin de la Polska Liga Koszykówki, con el que disputa 22 partidos.
En la temporada 2020-21, se compromete con el Chalons-Reims de la LNB Pro A, con el que disputa 30 partidos.
En la temporada 2021-22, regresa al MKS Start Lublin de la Polska Liga Koszykówki, con el que disputa 28 partidos.
En la temporada 2022-23, firma por el FC Porto de la Liga Portuguesa de Basquetebol.